# Arrondissement Baume
Baume is een voormalig arrondissement in het departement Doubs in de Franse regio Bourgogne-Franche-Comté. Het arrondissement werd op 17 februari 1800 gevormd en op 10 september 1926 opgeheven. De zeven kantons werden bij de opheffing verdeeld over de arrondissementen Besançon en Montbéliard.

## Kantons
Het arrondissement was samengesteld uit de volgende kantons:
- kanton Baume-les-Dames - toegevoegd aan het arrondissement Besançon
- kanton Clerval - toegevoegd aan het arrondissement Montbéliard
- kanton L'Isle-sur-le-Doubs - toegevoegd aan het arrondissement Montbéliard
- kanton Pierrefontaine-les-Varans - toegevoegd aan het arrondissement Besançon, vanaf 2009 arrondissement Pontarlier
- kanton Rougemont - toegevoegd aan het arrondissement Besançon
- kanton Roulans - toegevoegd aan het arrondissement Besançon
- kanton Vercel-Villedieu-le-Camp - toegevoegd aan het arrondissement Besançon, vanaf 2009 arrondissement Pontarlier

Bij koninklijk besluit werden op 17 juli 1819 negen gemeenten van het kanton Roulans overgeheveld naar het kanton Besançon-Sud.